# Чернікувко
Чернікувко (пол. Czernikówko, нім. Schwarzenhof) — село в Польщі, у гміні Черніково Торунського повіту Куявсько-Поморського воєводства. Населення — 550 осіб (2011).
У 1975—1998 роках село належало до Влоцлавського воєводства.

## Демографія
Демографічна структура станом на 31 березня 2011 року:
|          | Загалом | Допрацездатний вік | Працездатний вік | Постпрацездатний вік |
| -------- | ------- | ------------------ | ---------------- | -------------------- |
| Чоловіки | 260     | 69                 | 168              | 23                   |
| Жінки    | 290     | 68                 | 169              | 53                   |
| Разом    | 550     | 137                | 337              | 76                   |